# Teuvo Vilen
Teuvo Vilen (Valkeakoski, 26 november 1953) is een voormalig profvoetballer uit Finland, die speelde als verdediger gedurende zijn carrière. Hij kwam in actieve loopbaan uitsluitend uit voor de Finse club FC Haka. Vilen beëindigde zijn voetbalcarrière in 1986.

## Interlandcarrière
Vilen kwam – inclusief duels voor de olympische ploeg – in totaal tien keer uit voor de nationale ploeg van Finland in de periode 1977-1980. Hij maakte zijn debuut onder leiding van bondscoach Aulis Rytkönen op 5 oktober 1977 in de vriendschappelijke uitwedstrijd tegen Zwitserland (2-0 nederlaag) in Zürich. Hij viel in dat duel na dertig minuten in voor Teppo Heikkinen (OPT Oulu). Vilen, bijgenaamd "Tepi", vertegenwoordigde zijn vaderland drie jaar later bij de Olympische Spelen in Moskou, waar Finland werd uitgeschakeld in de eerste ronde.

## Erelijst
FC Haka
- Fins landskampioen

1977
- Suomen Cup

1977, 1982, 1985